# Gajarestān
Gajarestān (persiska: كَجارِستان, Kajārestān, گجرستان) är en ort i Iran.   Den ligger i provinsen Markazi, i den centrala delen av landet, 270 km sydväst om huvudstaden Teheran. Gajarestān ligger 2 219 meter över havet och antalet invånare är 281.
Terrängen runt Gajarestān är huvudsakligen kuperad, men åt sydväst är den platt.Runt Gajarestān är det ganska tätbefolkat, med 67 invånare per kvadratkilometer. Närmaste större samhälle är Bāzneh, 20,0 km nordväst om Gajarestān. Trakten runt Gajarestān består i huvudsak av gräsmarker.